# Seremedy
Seremedy ist eine schwedische Visual Kei-Band, die 2008 gegründet wurde.

## Geschichte
Die Band wurde 2008 von dem Sänger Seike und dem Bassisten JENZiiH gegründet. 2010 starteten sie ihre ersten größeren Auftritte und hatten ein halbes Jahr nach ihrer Gründung ihren ersten internationalen Auftritt in Russland. Mit ihrer ersten Single Bulletproof Roulette aus dem Jahr 2011 kamen sie in die Top 10 der schwedischen iTunes-Charts.
Nach ihrer ersten Japan-Tour Season will change Tour'11 am 4. Juni 2011 wuchs auch ihre Fangemeinde in Japan. Es folgte ihr erster Auftritt auf dem Getaway Rock Festival und eine zweite Japan-Tour. Am 25. Juli 2012 erschien ihr erstes Album Welcome to our MADNESS in Japan und am 8. August 2012 in Schweden.
Am 15. April 2013 gaben die Mitglieder auf Twitter und Facebook bekannt, dass sich Seremedy aufgrund musikalischer Differenzen auflösen wird.

## Stil
Seremedy's Stil ist der Richtung Visual Kei zuzuordnen und lässt sich bei der Gestaltung der Bekleidung und äußeren Erscheinung von der japanischen Kultur inspirieren. Zudem sind einige ihrer Songs in japanischer Sprache. Ihr Musikstil ordnet sich dem Hard Rock und Metal mit wechselnden klaren Melodien zu.

## Diskografie

### Album
- Welcome To Our Madness (2012)
- re:Madness (2014)

### Singles
- Bulletproof Roulette (2011)
- No Escape (2012)

### Maxi-Single
- Seasons Will Change (2011)